# Politique de l'Australie blanche
 (novembre 2019).
Si vous disposez d'ouvrages ou d'articles de référence ou si vous connaissez des sites web de qualité traitant du thème abordé ici, merci de compléter l'article en donnant les références utiles à sa vérifiabilité et en les liant à la section « Notes et références ».
La politique de l'Australie blanche (en anglais : White Australia Policy) est une politique migratoire ayant eu cours en Australie de 1901 à 1973, qui privilégiait l'immigration blanche européenne au détriment de celles issues des autres continents, en particulier d'Asie de l'Est.
Les origines de cette politique migratoire remontent à la période coloniale, au XIXe siècle. En 1855, le Victoria devient la première colonie australienne à adopter des mesures restrictives à l'immigration non-blanche, qui le sont ensuite par les autres territoires australiens. Après la Fédération de l'Australie en 1901, le gouvernement fédéral introduit une politique migratoire restrictive à l'échelle nationale.

## Origines
Les Britanniques, qui occupent le continent australien à partir de 1788, entreprennent de faire de cet immense territoire une colonie de peuplement britannique. Au fil des décennies, les colons annexent les terres où vivent les populations autochtones d'Australie, qu'ils massacrent au besoin, au cours des guerres de la frontière. L'objectif est de créer sur ce continent austral une nation blanche et d'influence britannique à l'image du Royaume-Uni : en plus des nombreux convicts (condamnés) emmenés de force sur ces terres lointaines jusqu'en 1868, les colons libres sont de plus en plus nombreux à venir au XIXe siècle. Pourtant la population blanche australienne est encore peu nombreuse, la nation est en gestation et cherche à éviter d'être minorisée sur « son » territoire. Certaines menaces vont se profiler et inquiéter sérieusement la population australienne.
Les ruées vers l'or en Australie, qui débutent en 1851 avec la découverte de gisements sur le continent, attirent des travailleurs et des aventuriers du monde entier, dont un grand nombre de Chinois : 40 000 en 20 ans. Les Australiens sont de plus en plus hostiles à cette population, réputée repliée sur elle-même ainsi que dure à la tâche et moins exigeante que les travailleurs blancs. Accusés de concurrence déloyale dans un pays où la population souffre du chômage à partir de 1855, ils sont progressivement victimes de harcèlement. De violentes émeutes antichinoises éclatent en 1854, en 1857, puis dans la colonie de Nouvelle-Galles du Sud en 1860 et 1861. Le gouvernement de la colonie réagit en novembre 1861 en limitant fortement l'immigration chinoise. Il est peu à peu suivi par celui des autres colonies australiennes, dont certaines iront jusqu'à interdire la nationalité australienne aux Chinois. Les manifestations et émeutes antichinoises se renouvellent dans les années 1870 et 1880.

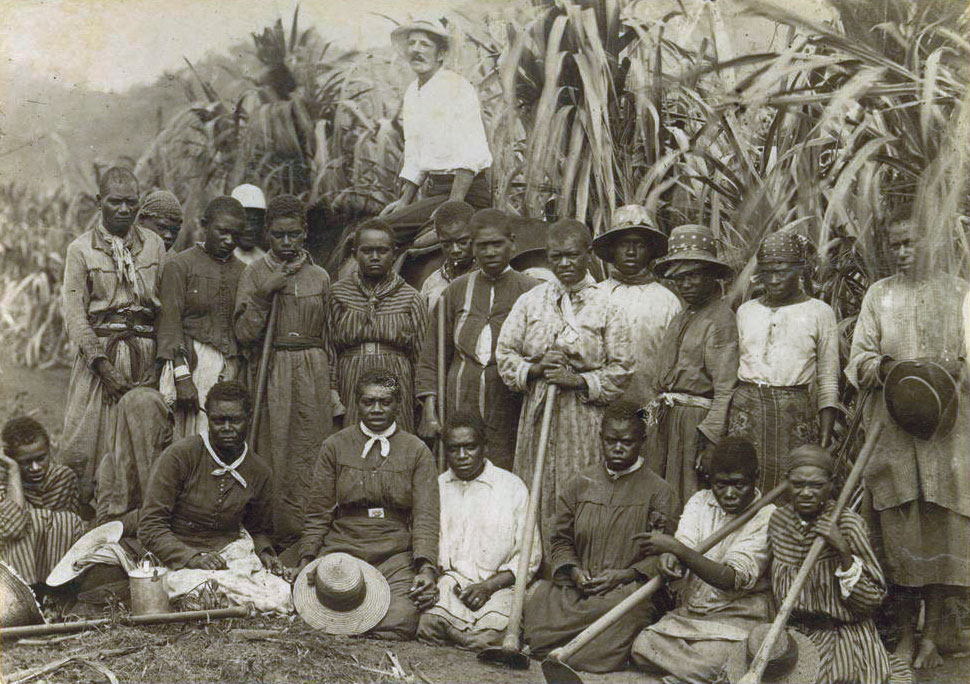
Groupe de Mélanésiens dans une exploitation de canne à sucre du Queensland.

À partir de 1868, des planteurs australiens font appel à des Mélanésiens des autres îles (Nouvelles-Hébrides, Nouvelle-Calédonie, etc.) pour cultiver la canne à sucre et le coton dans le Queensland, souvent dans de mauvaises conditions de travail, en de nombreux points proches de l'esclavage. En réaction à ces travailleurs étrangers, les mouvements syndicalistes et ouvriers australiens réagissent avec une série de manifestations dans les années 1870 et 1880. Un débat fait rage entre Australiens, qui défendent chacun leurs intérêts et leur vision de l'Australie. Le parti travailliste australien accuse ces travailleurs des Mers du Sud, souvent venus sur l'île en vertu de contrats léonins voire de manière coercitive, d'être responsables du chômage, tandis que certains milieux économiques (dont celui de la grande plantation) allèguent l'utilité d'une main d'œuvre bon marché, efficiente et peu revendicative.
Demeurant marginalisés, les Aborigènes ne sont pas concernés par des lois qui évidemment ne sauraient cibler des autochtones.

## Législation
En 1901, toutes les colonies avaient déjà légiféré sur l'immigration chinoise : la Nouvelle-Galles du Sud en 1861, le Queensland en 1877, l'Australie-Occidentale en 1886, et enfin les États de Victoria et de l'Australie-Méridionale en 1888. Durant la seconde moitié du XIXe siècle, la population australienne est de plus en plus consciente de son identité. Cette naissance du nationalisme australien entraine une série de quatre conventions constitutionnelles ayant pour but la Fédération de l'Australie, avec le consentement du Royaume-Uni. En 1901, le Commonwealth d'Australie est né. Le nouveau parlement australien fait voter une loi de restriction de l'immigration en 1901, qui impose un examen minimal d'anglais ou d'autres langues européennes, qui est choisie selon les capacités du candidat. Parfois, en cas de maîtrise de l'anglais, l'épreuve est effectuée en une autre langue européenne afin d'écarter l'impétrant. L'examen est ainsi, de fait, totalement discriminatoire. Certaines professions dont les services postaux sont légalement interdites aux non-européens. Ce système satisfait à la fois tant certains syndicalistes désireux d'éloigner la concurrence des travailleurs étrangers que l'opinion nationaliste soucieuse de préserver le caractère « britannique » de la société.

## Assouplissement
Durant les années d'après-guerre, le gouvernement australien lance une série de politiques migratoires résumées par le slogan « se peupler ou périr », en réaction au traumatisme de la Seconde Guerre mondiale, la vulnérabilité de l'Australie pendant la guerre du Pacifique et sa population relativement faible par rapport aux autres nations occidentales. Selon l'auteur Lachlan Strahan, il s'agit d'un slogan ethnocentrique qui est un avertissement pour peupler davantage l'Australie de blancs européens ou bien risquer de se faire envahir par des Asiatiques. Le ministre de l'Immigration Arthur Calwell a déclaré en 1947 aux critiques du programme d'immigration du gouvernement : « Nous avons tout au plus 25 ans pour peupler ce pays avant que les races jaunes ne nous tombent dessus ».
Pendant la guerre, des réfugiés non blancs (principalement Malais, Indonésiens et Philippins) sont arrivés en Australie, mais Calwell chercha à tous les faire expulser. Le gouvernement de Ben Chifley adopta la Loi sur la déportation des étrangers en 1948, dont les faiblesses ont été révélées par l'affaire O'Keefe v Calwell de la Haute Cour, en conséquence il rajouta la Loi sur le retrait des réfugiés en temps de guerre en 1949, qui a donné au ministre de l'Immigration des pouvoirs étendus au niveau de l'expulsion,. En 1948, les bahaïstes iraniens cherchant à immigrer en Australie ont été classés comme « asiatiques » par la politique migratoire et se sont vu refuser l'entrée. 
En 1949, le successeur de Calwell, Harold Holt, permis aux 800 réfugiés non blancs restants de demander la résidence, et a également permis aux épouses de guerre japonaises de s'installer en Australie. En parallèle, l'immigration blanche européenne est encouragée, l'Australie admet un grand nombre d'immigrants provenant principalement d'Allemagne, d'Italie, de Pologne, des Pays-Bas, de Nouvelle-Zélande, de Grèce, de Yougoslavie, de Malte et des États-Unis, ainsi que de sa source traditionnelle d'immigration, les îles britanniques. Le gouvernement australien pratique une politique d'assimilation pour les immigrés, afin qu'ils deviennent des Australiens sur le plan ethno-culturel.

## Démantèlement
La politique de l'Australie blanche est entièrement démantelée entre 1966 et 1973. Les gouvernements Whitlam et Fraser abolissent les dernières mesures restrictives et introduisent le multiculturalisme. L'immigration devient ouverte et provient à partir de cette période principalement d'Asie (Chine, Inde, Viêt Nam, Philippines, Indonésie, Liban... ). Toutefois, ce changement ne se fait pas sans oppositions ni critiques : Arthur Calwell et l'historien Geoffrey Blainey figurent parmi les personnalités les plus opposée au multiculturalisme,. Au XXIe siècle, des émeutes ont eu lieu à Cronulla en décembre 2005, puis contre des Indiens à Melbourne en 2009.